# Elst (Limburg)
Elst is een gehucht nabij Millen in de Belgische gemeente Riemst.
Elst is gelegen op één kilometer van de taalgrens en is een gehucht behorend bij Millen. Door de aanleg van de A13/E313 werd Elst van het hoofddorp afgesneden. Er woonden 108 mensen in 2016. Elst kent een lintbebouwing aan de enige straat ervan, de Elsterweg.
Bij Elst bevond zich de Galgeboom (Frans: Arbre du Gibet), gelegen op 151 meter boven de zeespiegel op de grens van de provincies Limburg en Luik.
Ook bevindt zich in Elst de Hoeve Hamels, een gesloten hoeve waarvan de kern uit de 17e of begin 18e eeuw dateert. Boven de inrijpoort bevindt zich het jaartal 1824. In dit jaar werden belangrijke verbouwingen doorgevoerd en werden ook diverse stallen en schuren bijgebouwd.

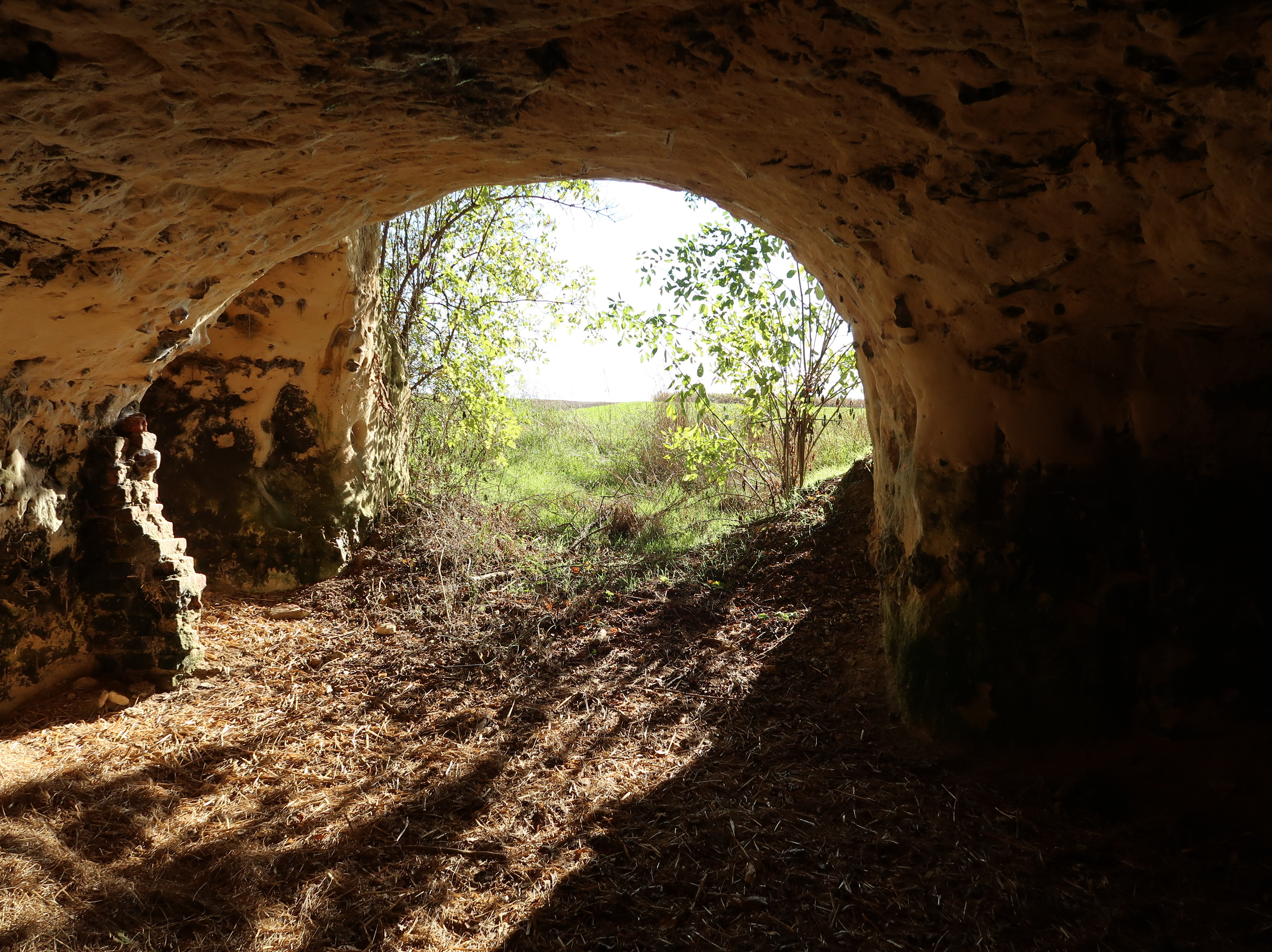
Jannekes Koet

In Elst is er kleine mergelgroeve van 20 meter, genaamd Jannekes Koet.

## Nabijgelegen kernen
Millen, Sluizen, Glaaien, Boirs, Rukkelingen-aan-de-Jeker